# Девенци
Девенци (болг. Девенци) — село в Болгарии. Находится в Плевенской области, входит в общину Червен-Бряг. Население составляет 769 человек.

## Политическая ситуация
В местном кметстве Девенци, в состав которого входит Девенци, должность кмета (старосты) исполняет Галин Иванов Янчев (независимый) по результатам выборов.
Кмет (мэр) общины Червен-Бряг — Данаил Николов Вылов (независимый) по результатам выборов.